# Abita Springs
Abita Springs es un pueblo ubicado en la parroquia de St. Tammany en el estado estadounidense de Luisiana. En el Censo de 2010 tenía una población de 2365 habitantes y una densidad poblacional de 203,6 personas por km².

## Geografía
Abita Springs se encuentra ubicado en las coordenadas 30°28′36″N 90°1′46″O / 30.47667, -90.02944. Según la Oficina del Censo de los Estados Unidos, Abita Springs tiene una superficie total de 11.62 km², de la cual 11.59 km² corresponden a tierra firme y (0.2%) 0.02 km² es agua.

## Demografía
Según el censo de 2010, había 2365 personas residiendo en Abita Springs. La densidad de población era de 203,6 hab./km². De los 2365 habitantes, Abita Springs estaba compuesto por el 92.01% blancos, el 4.48% eran afroamericanos, el 0.55% eran amerindios, el 0.3% eran asiáticos, el 0.08% eran isleños del Pacífico, el 0.47% eran de otras razas y el 2.11% pertenecían a dos o más razas. Del total de la población el 3.09% eran hispanos o latinos de cualquier raza.